# Карпухин (фильм)
«Карпухин» — советский художественный чёрно-белый фильм 1972 года Владимира Венгерова по одноимённой повести Григория Бакланова. Производство киностудии «Ленфильм».

## Сюжет
Из-за трагического происшествия, в результате которого погиб человек, шофёр Карпухин попадает под следствие. Молодой следователь, поверив Карпухину, берётся защищать подсудимого, но в какой-то момент поддаётся чужому мнению. Обвиняемый решает сам доказать свою невиновность...

## Роли исполняют
- Александр Борисов — судья Сарычев
- Василий Корзун — Карпухин
- Сергей Данилин — Никонов
- Николай Ерёменко — прокурор Овсянников
- Борис Коковкин — Владимиров
- Любовь Малиновская — Постникова
- Фёдор Никитин — адвокат Соломатин

## Съёмочная группа
- Режиссёр-постановщик: Владимир Венгеров
- Автор сценария: Григорий Бакланов
- Главный оператор: Владимир Чумак
- Главный художник: Виктор Волин
- Композитор: Исаак Шварц
- Звукорежиссёр: Константин Лашков

## Премьера
Премьера фильма состоялась 15 января 1973 года. За первый год кинопроката картину посмотрели 7,4 млн зрителей.

## Отзывы
Татьяна Хлоплянкина в журнале «Советский экран» написала, что фильм «полон уважения и к героям своим, и к собеседнику, и к той высокой нравственной цели, которую поставили перед собой авторы».